# The Palazzo
The Palazzo è un hotel di lusso e casinò situato nella Las Vegas Strip a Paradise (Nevada).
Assieme al Venetian forma un complesso unico di proprietà della Las Vegas Sands Corporation.
Il design del resort dovrebbe ricostruire un'ambientazione lussuosa moderna, di stile europeo.
L'albergo dispone solo di suite con stanze che vanno dai 67 metri quadri in su, per un totale di 3068 camere.
Alto 195 metri, dopo il The Drew Las Vegas è il secondo più alto edificio di tutto il Nevada.
Con 645.000 metri quadri calpestabili The Palazzo è il più grande palazzo degli Stati Uniti in termini di pavimentazione calpestabile, superando il precedente record del Pentagono.